# Митино
Мѝтино е село в Югозападна България. То се намира в община Петрич, област Благоевград.

## География
Митино е разположено в Петричко-Санданската котловина на десния бряг на река Струмешница на 6 км североизточно от град Петрич. Климатът е преходносредиземноморски с летен минимум и зимен максимум на валежите. Средната годишна валежна сума е около 500 мм. Почвите са слабооподзолени канелени горски, делувиални и алувиално-ливадни.
Ридът Митино на Антарктическия полуостров е наименуван на селото.

## История
Село Митино е селище с богата древна история. В землището на селото са открити археологически останки от времето на неолита, енеолита, античността и средновековието.
Селото се споменава в османски данъчни регистри от 1570, 1649 и 1659-1660 година под името Митиново. Според първият регистър в селото живеят 14 християнски домакинства.
През XIX век Митино е чисто българско село, числящо се към Петричка кааза на Серския санджак. В местността Анищата (Хановете), край селото е имало голям хан, в който са отсядали търговски кервани от Струмишко и Беломорието за Мелник.
В „Етнография на вилаетите Адрианопол, Монастир и Салоника“, издадена в Константинопол в 1878 година и отразяваща статистиката на населението от 1873 година, Митиново (Mitinovo) е посочено като чисто българско село с 35 домакинства със 125 жители българи.
В 1891 година Георги Стрезов пише за Митино:
| „ | Митин, чифлик на Вардовци от Петрич. Разположено е до десния бряг на Струмица, до устието ѝ в Струма; от Петрич 1 1/2 час. Къщите му са сградени на бърдо. Ражда се и ориз, понеже почвата е блатиста покрай Струмица. Църква, в която четат български. Къщи 45, българе. | “ |

Съгласно статистиката на Васил Кънчов („Македония. Етнография и статистика“) към 1900 година в селото живеят 200 българи-християни. Според статистиката на секретаря на Българската екзархия Димитър Мишев („La Macédoine et sa Population Chrétienne“) в 1905 година населението на селището се състои от 256 българи екзархисти.
При избухването на Балканската война през 1912 година един жител на Митиново е доброволец в Македоно-одринското опълчение. Селото е освободено от османска власт през октомври 1912 година. През 1913 година по време на Междусъюзническата война селото е опожарено от отстъпващата гръцката армия. След около година жителите му се завръщат и го възстановяват. Временно в селото се заселват българи-бежанци от Егейска Македония, които през 1932 година се преселват в днешното село Дрангово.

## Население

### Етнически състав
Преброяване на населението през 2011 г.
Численост и дял на етническите групи според преброяването на населението през 2011 г.:
|                     | Численост |
| Общо                | 344       |
| Българи             | 64        |
| Турци               | -         |
| Цигани              | -         |
| Други               | -         |
| Не се самоопределят | -         |
| Неотговорили        | 280       |

## Личности
Родени в Митино
- Косто Тасов, български революционер от ВМОРО, четник на Петър Ангелов[13]
- Огнян Тетимов (р. 1964), български политик от партия Атака